# Peter Gade (köpman)
Peter Gade, även stavat Peter Gadde (latiniserat Petri Ghade), född omkring 1400, död omkring 1430, var en dansk köpman i Varberg i Halland, som då var en del av det danska riket.
Under medeltiden och även på 1500-talet fanns en form av pant, där den som hade en skuld kunde sitta i ett slags arrest till dess att skulden var betald. Detta kallas på latin pactum obstagium (danska: indlager, lågtyska: witlike venknusse). I ett brev daterat den 8 september 1427 omtalas att tre köpmän i Varberg, Asmunt Jönssen, Peter Gadde och Peter Walke, ska gå i borgen för tre tyska köpmän, Werner van der Heide, Herman Menten och Hans Hillemann, för att dessa skulle uppfylla vad de åtagit sig enligt ett löfte till fogden i Varberg, Clawes Nigelsen. Som säkerhet skulle tyskarna träda i ene witlike venknusse hos herr Axel Pedesen på Varbergs slott.
Peter Gade avled vid högst trettio års ålder. Han gravsattes i stadens kyrka (nu Getakärrs kyrkoruin). Skelettet återfanns vid en arkeologisk undersökning på 1900-talet. Intill Gades huvud hittades hans sigillstamp, med Ghades bomärke och texten S[igillum] Petri Ghade, varför man kunde identifiera honom. Sigillet hade orsakat en grön fläck av ärg på kraniumet. Det var vanligt att man begravde en sigillstamp tillsammans med ägaren efter dennes död, för att sigillet inte skulle kunna missbrukas. Gades ålder kunde fastställas till maximalt trettio år genom ananlys av tänderna.